# Noora Laukkanen
Noora Laukkanen (Helsínquia, 3 de fevereiro de 1993) é uma nadadora finlandesa que compete nos 400 m medley. Ela é um membro do Club Oulun Uimarit-73, que fica na cidade finlandesa de Oulu. O pai dela é um ex-jogador de hóquei no gelo. Ela participou dos Jogos Olímpicos de 2008, realizados em Pequim, na China, ficando em 39º lugar na prova dos 200 m peito, com um tempo de 2 minutos e 38.97 segundos, e dos Jogos Olímpicos de 2012, realizados em Londres, no Reino Unido, ficando em 33º lugar na prova dos 400 m medley, com um tempo de 4 minutos e 53.54 segundos.